# シャオ夫人のお葬式大作戦!
『シャオ夫人のお葬式大作戦!』（英: Dim Sum Funeral）は、2008年に製作されたカナダ・アメリカ合衆国の映画。日本では劇場未公開。

## キャスト
| 役名         | 俳優                   | 日本語吹替   |
| ------------ | ---------------------- | ------------ |
| ディーディー | バイ・リン             | 中司ゆう花   |
| メイメイ     | ステフ・ソング         | うさみともこ |
| シャオ夫人   | リサ・ルー             | 片貝薫       |
| ヴィオラ     | タリア・シャイア       |              |
| アレックス   | ラッセル・ウォン       | 一ノ渡宏昭   |
| ヴィクトリア | フランソワーズ・イップ |              |
| シンディ     | ケリー・ヒュー         | 河出侑子     |
| エリザベス   | ジュリア・ニクソン     | 小幡あけみ   |
| チョウ・リン | チャン・ツェン         |              |
| エミリー     | ヴァレリー・ティアン   | 佐土原かおり |